# Egly Larreynaga
Egly Larreynaga (El Salvador, 1980) es una actriz, directora y gestora cultural, es reconocida por su trabajo en teatro social en El Salvador. Fundadora de la Asociación Cultural Azoro (ACA) y promotora del proyecto cultural La Nave Cine Metro en el centro histórico de San Salvador.  

## Biografía
Hija de padres revolucionarios, ambos militantes y guerrilleros de las Fuerzas Populares de Liberación (FPL), lo que obligó a la familia a continuos traslados y a separaciones constantes durante su infancia. Tras vivir en Panamá y Honduras, Egly, su madre y su hermano se instalaron en Cuba y más tarde en Nicaragua donde se quedaron hasta el final de la guerra.
Una vez de regreso en El Salvador estudió en el Externado de San José. Al finalizar entró a estudiar Economía en la universidad, mientras tomaba talleres de teatro. Titulada en el Centro Nacional de Artes (CENAR) y ex-miembro de la compañía salvadoreña “Sol del Río”. En 2004 se fue a vivir a España, donde estudió artes escénicas y opera. Trabajó los primeros años en Metamorfosis Producciones Teatrales, con diferentes directores, incluyendo a José Sanchís Sinisterra. Fundó en Madrid la compañía y Asociación Cultural Los Perdidos Teatro. Fue invitada a dirigir la compañía madrileña “Teatreras”, integrada por mujeres migrantes. Por su aporte social recibió el premio 100 Latinos Madrid, en Casa de América. En Costa Rica se especializó en teatro social y en Bolivia amplió su formación artística con la compañía Teatro de los Andes.

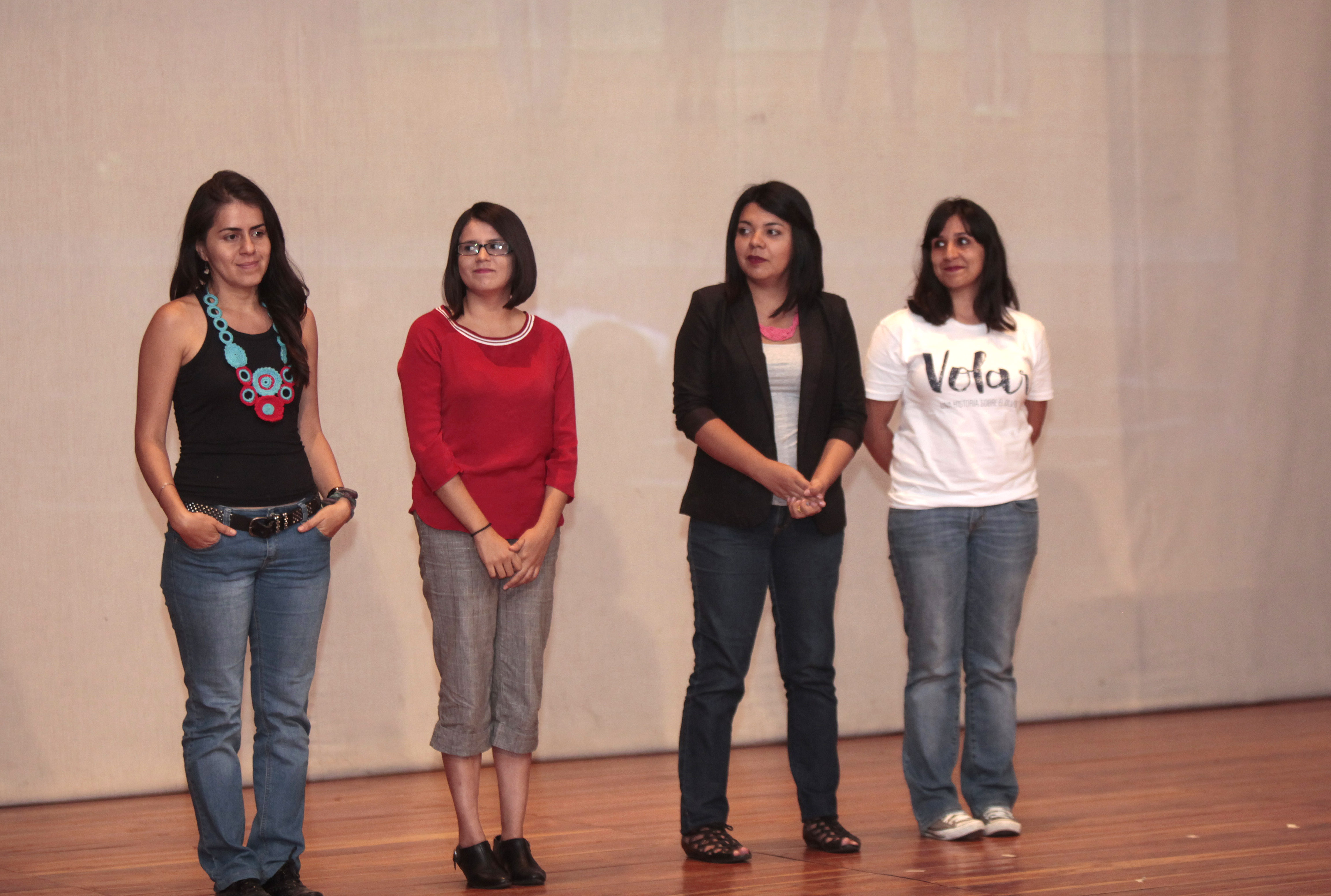
De izq. a derecha Egly Larreynaga, Leslie Ortiz, Stefany Escobar y Brenda Vanegas en el Foro Mujeres que hacen cine.

Regresó a El Salvador en 2011. Ese año, junto a las actrices Alicia Chong y Paola Miranda, funda la compañía Teatro del Azoro, iniciativa con un enfoque social, a través del cual representan temas como el abuso sexual y la violencia hacia las mujeres a través de obras como “Los más solos”, “Made in El Salvador" o "El Fenómeno".
En paralelo funda La Cachada Teatro cuando, también en 2011, realiza un taller de teatro para fortalecer la autoestima de mujeres empleadas en el sector informal. De ese grupo, cinco mujeres, Evelyn Chileno, Ruth Vega, Magdalena Henríquez, Magaly Lemus y Magdalena Henríquez, continuaron haciendo teatro contando sus propias experiencias de vida en escena.  A ellas se les sumó como parte del elenco la actriz Mariam Santamaría. Con esta compañía ha montado las obras "Algún día...", "Si vos no hubieras nacido" y "La Casa de Bernarda Alba". Con la obra "Si vos no hubieras nacido..." realizó una gira junto a La Cachada Teatro en España.

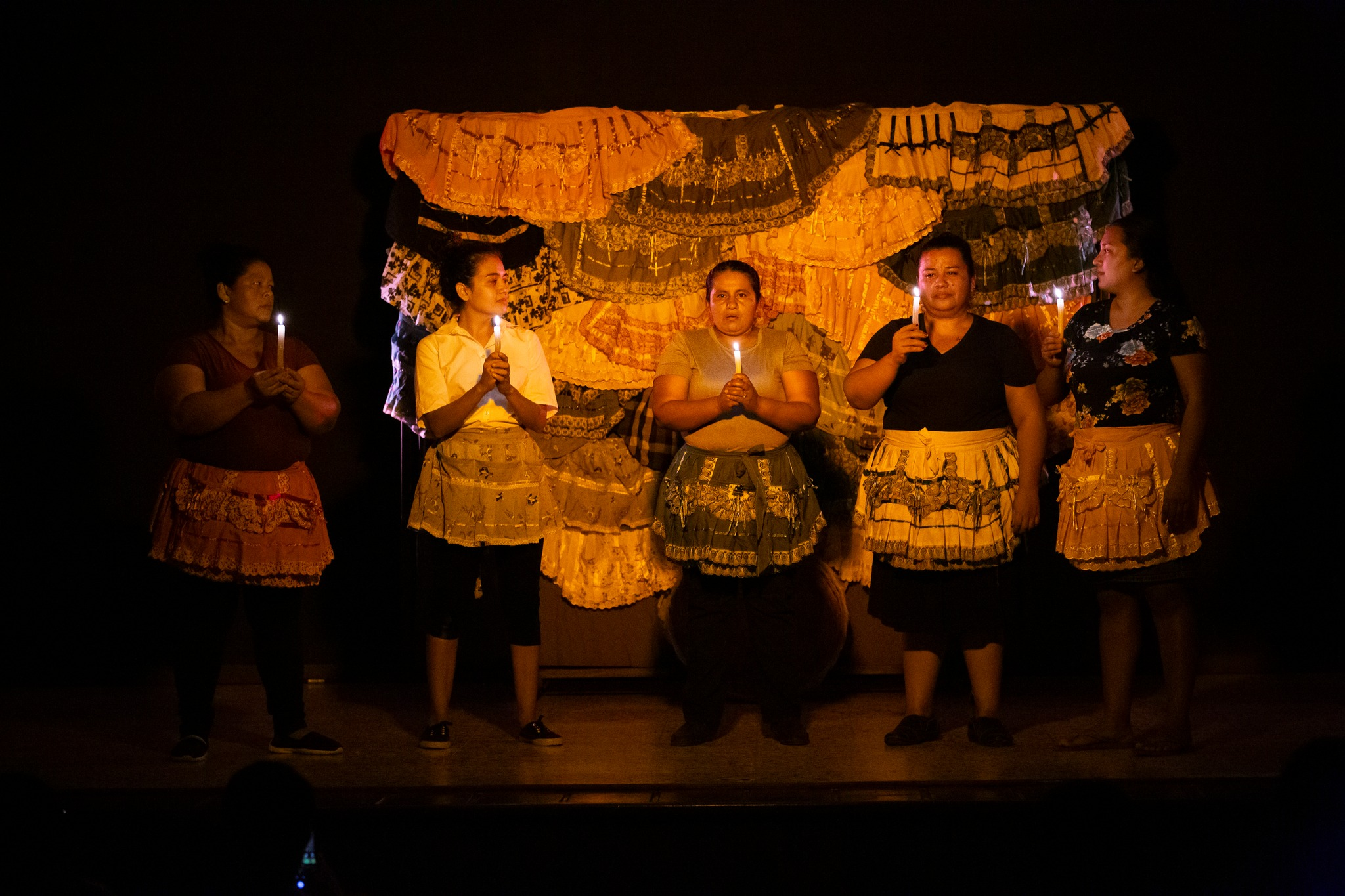
La Cachada Teatro presentado "Algún día" en el Centro Cultura de España.

En 2015 fundó la Asociación Cultural Azoro (ACA), una plataforma que agrupa Teatro del Azoro y La Cachada Teatro, con el propósito de profesionalizar el teatro social en El Salvador, visibilizar problemáticas sociales y permitir la participación de otros colectivos artísticos. Egly Larreynaga lideró la consolidación de un equipo central compuesto por alrededor de 16 personas activas, ampliando su alcance y fortaleciendo la escena cultural nacional.
Desde 2020, ACA asumió la gestión del antiguo cine Metro, convertido en Nave Cine Metro, espacio cultural autónomo ubicado en el centro histórico de San Salvador. Este proyecto busca disputar el espacio público con actividades artísticas, cine y talleres comunitarios, con una visión inclusiva que incluye a vendedores ambulantes como parte del público y actores culturales. Durante la pandemia redefinieron su propuesta escénica y de programación, consolidando ese espacio como un hub artístico alternativo en la ciudad.
Coproduce con la compañía La Pharmaco la obra "Todas las Santas" en la que es intérprete, esta obra se estrenó en el Fit de Cádiz y en el Teatro de la Abadía de Madrid.

## Cinematografía
- Destaca su interpretación en el cortometraje "Mi Tesoro", distribuido por HBO.[17]
- Se han realizado dos documentales sobre su trabajo teatral: “Espejo Roto” de la documentalista salvadoreña Marcela Zamora Chamorro y “Cacahada” de la directora española Marlén Viñayo.[18]
- Forma parte del elenco de la película centroamericana Días de Luz. [cita requerida]
- Larreynaga ha participado en charlas TedX en El El Salvador hablando sobre la importancia del teatro para la sociedad.[19]

## Teatro
Como actriz
- "Todas las santas" (2023), bajo la dirección de Luz Arcas.[20]
- "Los más solos" (2021), compañía Teatro del Azoro.[21]
- "El Fenómeno" (2018), compañía Teatro del Azoro.[22]
- "Dulce compañía..." (2008), compañía Los Perdidos Teatro.[23]
- "Debajo del pellejo" (2007), compañía Los Perdidos Teatro.
- "Ángel de la guarda" (2007), compañía Los Perdidos Teatro.
- "Casa de fieras" (2005), de Metamorfosis Producciones Teatrales.
- "Los cuentos que no se cuentan" (2004), de Metamorfosis Producciones Teatrales.

## Reconocimientos
- En 2007, con la obra "Debajo del pellejo" ganó el premio a mejor actriz en el Certamen de Teatro organizado por el Ayuntamiento de Aldea del Fresno-Madrid.
- En 2010 obtuvo el premio a mejor actriz en el Festival Iberoamericano de Mar de Plata, Argentina.
- En 2010 recibió el premio 100 Latinos Madrid 2009-2010,[4] en Casa de América.
- En 2017 fue seleccionada como Líder Centroamericana por Seattle Foundation.
- En 2018, La Cachada Teatro recibió de la Fundación Gloria de Kriete primer lugar como Emprendimiento Social.[24]
- En 2018, La Cachada Teatro obtuvo la medalla de reconocimiento de la Unión Europea, por su labor y liderazgo en la defensa de los derechos de las mujeres en El Salvador.[25]
- En 2019 forma parte de la Junta Directiva del Parque Cuscatlán.
- En 2019, “La Casa de Bernarda Alba”, representada por la Cachada Teatro y dirigida por Egly Larreynaga es seleccionada[26] en el Festival Hispano-Salvadoreño de Teatro de la Embajada de España.
- Actualmente forma parte del Consejo Consultivo de la niñez de UNICEF.[27]